# Casa Camil Tous
La casa Camil Tous és un edifici al número 151 del carrer Joan Maragall, de Sant Feliu de Llobregat que pertany a l'època del modernisme català.
Es va construir l'any 1924, sobre un disseny de l'arquitecte Vicenç Repulles. Aquesta casa és unifamiliar, la seva funció, és la d'habitatge. La seva façana és directa al carrer, i també té un pati interior. Aquesta casa és adossada. La casa Camil Tous té dos pisos, dues finestres, un balcó i una teulada. Fou construïda amb diversos materials que són el maó, la fusta, el ferro i el ciment, després també trobem materials decoratius com el ferro forjat, que fan les estructures i els símbols. Els colors de la façana son blau, verd i blanc. Actualment la façana necessitaria una restauració i té alguns elements moderns com el porter automàtic.